# Sumida (sông)
Sông Sumida (隅田川 (Ngung Điền xuyên) Sumida-gawa) là con sông vùng Tokyo. Sông chảy qua 23 quận nội thành của thủ đô Nhật Bản:
- Kita
- Adachi
- Arakawa
- Sumida
- Taito
- Kōtō
- Chūō

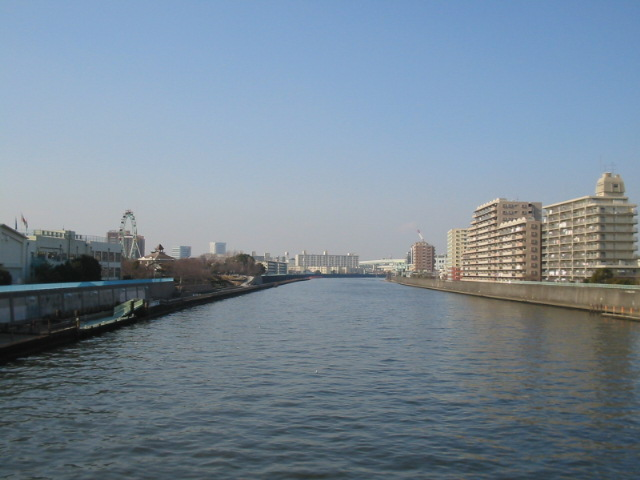
Sông Sumida ở địa phận Adachi, Tokyo

Sông này nguyên thủy có tên là sông Ara-kawa nhưng vì hay lụt lội nên đến thời Minh Trị Duy tân hai bờ sông đắp kè đá. Dòng sông dài 27 km, có 26 cây cầu bắc ngang.